# Habronestes piccolo
Habronestes piccolo là một loài nhện trong họ Zodariidae.
Loài này thuộc chi Habronestes. Habronestes piccolo được Barbara C. Baehr miêu tả năm 2003.